# تحكم بالمنطق الضبابي
نظام التحكم الضبابي أو العائم: نظام تحكم يعتمد على المنطق الضبابي -نظام رياضي يقوم بتحليل قيم دخل مستمرة (تماثلية) مرتبطة بمتغيرات منطقية تأخذ قيم مستمرة [0,1] على عكس المنطق الرقمي أو الكلاسيكي الذي يعمل وفق قيم متقطعة 0 أو 1 (True, False)-